# Greville Howard
Greville Patrick Charles Howard, baron Howard of Rising (ur. 22 kwietnia 1941) – brytyjski polityk, syn podpułkownika Henry’ego Howarda i Patience Nicholl, córki podpułkownika Charlesa Nicholla.
Wykształcenie odebrał w Eton College. W latach 1968–1970 był prywatnym sekretarzem Enocha Powella. W latach 1980–1987 był dyrektorem Keep Trust. W latach 1989–1993 pełnił analogiczną funkcję w Fortress Trust. W 1993 r. został dyrektorem Fortress Holdings. 4 czerwca 2004 r. został kreowany dożywotnim parem jako baron Howard of Rising. Obecnie jest ministrem Urzędu Gabinetu w konserwatywnym gabinecie cieni oraz jednym z whipów Opozycji w Izbie Lordów.
Lord Howard był trzykrotnie żonaty. Jego pierwszą żoną była od 1968 r. Zoe Walker, córka Douglasa Walkera. Małżeństwo to nie doczekało się potomstwa i zakończyło się rozwodem w 1972 r.
4 marca 1978 r. Howard poślubił Mary Rose Chichester (3 marca 1957–1980), córkę sir Edwarda Chichestera, 11. baroneta, i Anne Douglas-Scott-Montagu, córki 2. barona Montagu of Beaulieu. Małżonkowie nie mieli razem dzieci.
Trzecią żoną Howarda została w 1981 r. Mary Cortland Culverwell, córka Roberta Culverwella. Greville ma z nią dwóch synów i córkę:
- Thomas Henry Greville Howard (ur. 1983)
- Annabel Rosemary Diana Howard (ur. 1984)
- Charles Edward John Howard (ur. 1986)